# Charlotte Haldane
Charlotte Haldane (nacida Charlotte Franken, 27 de abril de 1894-16 de marzo de 1969) fue una escritora feminista británica. Su segundo marido fue el biólogo JBS Haldane.

## Biografía
Charlotte Franken nació en Sydenham, Londres.Sus padres eran inmigrantes judíos. Su padre, Joseph, era un comerciante de pieles alemán. Desde los dieciséis años Charlotte ya se describía a sí misma como "feminista y sufragista". Durante la Primera Guerra Mundial sus padres fueron encarcelados pero lograron emigrar a Estados Unidos en 1915.
En 1918 se casó con Jack Burghes y tuvieron un hijo, Ronnie. Charlotte se unió al Daily Express como periodista en 1920. En esa época también comenzó su activismo por la reforma del divorcio, el empleo de las mujeres casadas y el acceso a los métodos anticonceptivos. En 1924 entrevistó al biólogo JBS Haldane para el Daily Express y pronto se hicieron amigos. Más tarde se divorció escandalosamente de su primer marido casándose con Haldane en 1926. En el mismo año, Haldane escribió una novela distópica, Man's World, ambientada en un mundo gobernado por una élite científica masculina que restringe el número de mujeres nacidas. Desde la adolescencia, las mujeres en este mundo, o bien se convierten en "madres vocacionales" o, si no tienen ningún interés en la maternidad, son esterilizadas por el gobierno y se convierten en "neutrales". Man's World a veces se compara con otras novelas distópicas del período de entreguerras, como Brave New World de Aldous Huxley y Swastika Night de Katharine Burdekin.
El libro de Haldane de 1927 Motherhood and Its Enemies generó algunas críticas por sus ataques a las solteronas y sufragistas por "devaluar la maternidad" y causar un "antagonismo sexual" entre hombres y mujeres. A pesar del feminismo de Haldane, Sheila Jeffreys ha llamado a Motherhood and its Enemies "un clásico antifeminista". 
En 1937, Charlotte se unió al Partido Comunista de Gran Bretaña.Durante este tiempo también trabajó como editora de la revista antifascista Woman Today.Durante la guerra civil española participó en actividades de recaudación de fondos en nombre de las Brigadas Internacionales, convirtiéndose en secretaria de honor del Comité de Ayuda a Dependientes y sirviendo como recepcionista de los reclutamientos en París. Más tarde actuó como guía e intérprete de Paul Robeson cuando éste recorrió el país durante la guerra. Su hijo, Ronny, también se unió a las Brigadas Internacionales y resultó herido en el brazo, regresando a Gran Bretaña en otoño de 1937.
Charlotte Haldane fue enviada a Moscú por el Daily Sketch para informar sobre el progreso de los soviéticos en la defensa contra la invasión alemana de 1941 (llamada Operación Barbarroja). Fue testigo de las protestas campesinas contra la colectivización y se desilusionó con la defensa monolítica del comunismo soviético. Los Haldane se separaron en 1942 y se divorciaron en 1945.
Pasó sus últimos años escribiendo biografías de varios personajes históricos.Murió en 1969 a causa de una neumonía.

## Otras lecturas
- Charlotte Haldane: mujer escritora en un mundo de hombres por Judith Adamson ISBN 0-333-66973-8 (review)